# Poiseul-la-Ville-et-Laperrière
Poiseul-la-Ville-et-Laperrière – miejscowość i gmina we Francji, w regionie Burgundia-Franche-Comté, w departamencie Côte-d’Or. Przez miejscowość przepływa Sekwana. 
Według danych na rok 1990 gminę zamieszkiwały 183 osoby, a gęstość zaludnienia wynosiła 8 osób/km² (wśród 2044 gmin Burgundii Poiseul-la-Ville-et-Laperrière plasuje się na 728. miejscu pod względem liczby ludności, natomiast pod względem powierzchni na miejscu 346.).